# Thierry Champion
Thierry Champion (* 31. August 1966 in Bagnols-sur-Cèze) ist ein ehemaliger französischer Tennisspieler.

## Leben
Champion erreichte beim Juniorenturnier der French Open 1983 das Viertelfinale, wobei er unter anderem Andrei Olchowski und Aaron Krickstein besiegte. Im darauf folgenden Jahr stand er im Viertelfinale der Juniorenkonkurrenz der Australian Open, hier unterlag er Mark Kratzmann. Auf der ATP World Tour konnte er kein Turnier gewinnen, sein bestes Resultat war 1988 das Einzelfinale in Saint-Vincent, das er klar gegen Kent Carlsson verlor. Auf der ATP Challenger Tour konnte er im Verlauf seiner Karriere zwei Turniersiege feiern. Am 26. August 1991 erreichte er mit Rang 44 seine höchste Platzierung in der ATP-Weltrangliste.
Sein bestes Einzelergebnis bei einem Grand-Slam-Turnier war der Einzug ins Viertelfinale bei den French Open und in Wimbledon. In Roland Garros bezwang er unter anderem Guy Forget und Karel Nováček, bevor er klar in drei Sätzen dem späteren Turniersieger Andrés Gómez unterlag. 1991 bezwang er in Wimbledon in der zweiten Runde den früheren Turniersieger Pat Cash, ehe er gegen Titelverteidiger Stefan Edberg verlor. In der Doppelkonkurrenz stand er zwei Mal in der zweiten Runde der French Open, im Mixed erreichte er dort 1989 das Achtelfinale. 1993 war er mit seiner 0:6-, 0:6-, 0:6-Niederlage gegen Sergi Bruguera bei den French Open erst der fünfte Spieler überhaupt, der eine solch drastische Niederlage im Rahmen eines Grand-Slam-Turniers hinnehmen musste.
Champion trat 1992 in zwei Einzelbegegnungen für die französische Davis-Cup-Mannschaft an. Bei der Viertelfinalbegegnung der Weltgruppe verlor er seine beiden Einzel jeweils in vier Sätzen gegen Marc Rosset und Jakob Hlasek. Die Schweiz gewann die Begegnung schließlich mit 3:2.

## Erfolge
| Legende                       |
| ----------------------------- |
| Grand Slam                    |
| Tennis Masters Cup            |
| ATP Masters Series            |
| ATP International Series Gold |
| ATP International Series      |
| ATP Challenger Tour (2)       |

### Einzel

#### Turniersiege
| Nr. | Datum           | Turnier | Belag | Finalgegner    | Ergebnis |
| --- | --------------- | ------- | ----- | -------------- | -------- |
| 1.  | 8. Juli 1996    | Ostende | Sand  | Kris Goossens  | 6:3, 6:4 |
| 2.  | 12. August 1996 | Posen   | Sand  | Ionuț Moldovan | 6:0, 6:3 |

#### Finalteilnahmen
| Nr. | Datum          | Turnier       | Belag | Finalgegner   | Ergebnis |
| --- | -------------- | ------------- | ----- | ------------- | -------- |
| 1.  | 8. August 1988 | Saint-Vincent | Sand  | Kent Carlsson | 0:6, 2:6 |